# Alexandra Ușurelu
Alexandra Ușurelu (n. 26 ianuarie 1990) este o cântăreață și compozitoare română.
Alexandra Ușurelu și-a început cariera ca artist muzical independent pe scena Teatrului Odeon din București, devenind în scurt timp de la lansarea albumului său de debut una dintre cele mai de succes artiste independente din România, cu numeroase cereri de concerte și mii de plătitori de bilete anual.
Încă de la început, Alexandra Ușurelu s-a concentrat pe o activitate concertistică amplă, acesta fiind principalul mod preferat de ea pentru a-și promova muzica.  Primele concerte le-a susținut în cluburi restrânse, audiența sa crescând natural, în urma reacțiilor publicului care era martor la o atmosferă diferită. ”Era semnificativ diferit față de ce puteai vedea atunci prin cluburi, o atmosferă cu totul deosebită. În general, la concertele din cluburi e foarte mult zgomot, toți încearcă să atragă atenția, să urce oamenii pe mese. La concertele Alexandrei oamenii erau liniștiți, aplaudau, erau absolut vrăjiți de atmosferă”, declara producătorul Bobby Stoica. 
Aceasta a lansat până în prezent albumul de studio „La capătul lumii” (2014), DVD-ul „Simfonic Pur” (2016), filmat live la primul său concert susținut la Teatrul Național din București, și albumul de studio ”Fata care chiar există” (2021).
Primul său album de studio, „La capătul lumii”, a fost triplu nominalizat de către Societatea Română de Radiodifuziune, în cadrul celei de-a XIII-a ediții a Galei Premiilor Muzicale Radio România, la categoriile „Cel mai bun debut”, „Cel mai bun album”, „Cel mai bun duet” (pentru „Ceva se întâmplă cu noi” ft. Mircea Vintilă).
În cadrul Galei Premiilor Mamaia Music Awards 2015, „La capătul lumii” a câștigat premiul pentru cel mai bun album al anului.

## Viața și cariera
Născută pe 26 ianuarie 1990, Alexandra Ușurelu face parte din prima generație de muzicieni care s-au dezvoltat fără restricțiile comunismului. Cu toate acestea, candoarea și firea ei blândă și emotivă îi determină pe părinți s-o îndrume către o profesie în domeniile juridic și economic. 
Astfel, după finalizarea studiilor la Liceul ”Gheorghe Lazăr” din București, este admisă la facultățile de profil, absolvă în 2011 Academia de Studii Economice din București, iar în 2017 se înscrie la Facultatea de Teatru a UNATC, la masterul ”Art-Terapie prin Teatru și Artele Spectacolului”, pe care îl finalizează cu lucrarea de licență ”Muzica, sentiment al apartenenței”, apreciată cu nota 10 de profesorii de specialitate. 
Despre studiile economice, ea declara: ”Poate aș fi avut o carieră ok în domeniul cifrelor acum, dar eu nu am simțit că pot trăi așa. Cifrele mă ajută să fiu organizată, dar nu-mi hrănesc sufletul. Sunt un om căruia îi place să trăiască printre cei care aleg să viseze, să se lase emoționați, care tresar când li se întâmplă ceva frumos, iar eu iubesc să îi fac pe oameni să simtă asta.”
Crezând în visul ei de a lăsa ceva interesant în urmă, Alexandra se înscrie la Școala Populară de Artă fără a le mai spune părinților ei, vrând să urmeze o formare muzicală în paralel cu Dreptul și ASE-ul, iar în iunie 2011, imediat după susținerea licenței în economie, debutează pe scena Teatrului Odeon din București, în cadrul Galei „Femeia Contează”, unde atrage atenția Andreei Marin, din partea căreia primește o bursă de susținere, și dezvoltă mai târziu colaborări în turneele naționale „Din dragoste pentru femei” și „Prețuiește Viața”.
La aceeași Gală, prestația sa artistică îi atrage atenția și lui Cornel Ilie, care îi lansează invitația de a înregistra piesa ”Nopțile trec, doar visele rămân”, ce apare pe albumul ”Nu scapă nimeni (fără emoții)„ iar în 2013 devine genericul serialului TV ”Îngeri pierduți”, produs de Media PRO Pictures, colaborare care generează ulterior mai multe apariții scenice alături de trupa Vunk, inclusiv pe scenele mari ale țării, cum ar fi Sala Polivalentă din București.
Duetul ”Nopțile trec, doar visele rămân” a fost înregistrat în iarna anului 2011 în studioul Voltart al producătorului Bobby Stoica, experiență despre care acesta povestește: ”A venit să imprime un cântec cu trupa Vunk la mine la studio. Era anul în care debutase la Teatrul Odeon. Mi-a atras atenția că nu avea multă experiență de studio, dar avea o voce foarte interesantă. Și când vezi un om un pic retras și fără experiență, te gândești că ar trebui să ai mai multă grijă la imprimarea respectivă, să îi acorzi mai multă atenție. Nu o mai auzisem până atunci, dar i-am reținut numele. Apoi, am văzut că a început să aibă concerte. Micuțe, acustice. La un moment dat, am început să merg și eu la concertele ei. Era semnificativ diferit față de ce puteai vedea atunci prin cluburi, o atmosferă cu totul deosebită (...).”
Întâlnirea dintre Alexandra Ușurelu și Bobby Stoica duce la o frumoasă prietenie, concretizată un an mai târziu într-o colaborare ce se dovedește a fi de succes, atât pe scenă, cât și în viața personală. Despre relația lor, Alexandra povestea: ”Mai întâi am fost prieteni și apoi am decis să mergem împreună la concerte. Urma să am un turneu la Sfântu Gheorghe și Bobby a mers cu mine. M-a acompaniat la pian.” La rândul lui, Bobby Stoica declara: ”În urma unor discuții care s-au întins pe mai mulți ani, m-am despărțit de foștii mei colegi de la Voltaj. Și, pentru prima oară, după mulți ani, eram liber. Era decembrie. Mi-a spus Alexandra: ”Uite, am câteva concerte la Sfântu Gheorghe, vrei să vii să cânți la pian?” Ok. Și așa a început.”
Prima colaborare dintre cei doi are loc pentru cântecul ”Doi străini”. Alexandra Ușurelu scrie versurile cântecului, pe care le trimite pe e-mail pentru corecturi poetei Ancăi Oprescu (devenită Dionisie) și lui Mircea Rusu, care scrie muzica în urma unei sesiuni de înregistrări în studioul său din Band, Târgu Mureș, unde Alexandra ajunge în urma invitației sale de a imprima câteva cântece scrise de acesta. Întoarsă în București, Alexandra îi prezintă cântecul lui Bobby Stoica, iar acesta îi propune un aranjament orchestral. 
În perioada imediat următoare, Alexandra își adună prietenii și filmează primul său videoclip, la melodia ”Doi străini”, în care co-protagonist este bunul său prieten, actorul Dan Bordeianu, alături de care aceasta lansează încă din 2011 proiectul caritabil ”În dar pentru copii” prin care, împreună cu el, aduce atenția asupra nevoilor copiilor bolnavi.
Dragostea față de copii o determină de-a lungul timpului să se implice în mai multe cauze sociale lansate de Unicef, Hope and Homes for Children, SOS Satele Copiilor, inclusiv în calitate de Ambasador în cauza umanitară Europa FM ”Nu ești singur”. De altfel, în 2013, 2014 și 2016 face parte din juriul concursului pentru copii ”Talent Show”, organizat de Școala Internațională Olga Gudynn.
În decembrie 2012, începe să concerteze împreună cu Bobby Stoica, cel care îi compune ulterior o bună parte din cântece și îi produce primul album, ”La capătul lumii”. 
Urmează un an de zile în care cei doi, împreună cu Mariano Castro, compozitorul și pianistul argentian al trupei internaționale Narcotango, nominalizată de două ori la premiile Latin Grammy, susțin concerte acustice în diverse spații din București, cu producții din ce în ce mai largi sub supervizarea lui Bobby Stoica, producții vizibile din ce în ce mai multor ascultători plătitori de bilete. 
În septembrie 2013, la invitația Televiziunii Naționale Române, Alexandra Ușurelu reprezintă România la Festivalul Muzical Internațional Türkçevizyon.
În aprilie 2014, lansează ”Ceva se întâmplă cu noi” împreună cu Mircea Vintilă. Despre colaborarea pentru cântecul ”Ceva se întâmplă cu noi”, Mircea Vintilă declara: „Am descoperit acest glas minunat al Alexandrei și mi-am dorit să stau de vorbă cu ea și cu Bobby Stoica, producătorul ei, în ideea unei colaborări pentru câteva spectacole. De aici s-a nascut ideea de a cânta «Ceva se întâmplă cu noi» împreună. Totul s-a întâmplat foarte repede“.
Imediat după evenimentul de lansare a videoclipului ”Ceva se întâmplă cu noi”, care s-a bucurat de un succes răsunător, publicul aplaudând minute în șir în picioare, Alexandra Ușurelu pornește în primul său turneu național, ”cevaseintamplatour”, care se bucură din start de interes din partea publicului care vine s-o vadă și asculte live pentru prima oară.
La finalul turneului lansează primul său album de studio, ”La capătul lumii”, printr-un concert sold-out într-o sală neîncăpătoare pentru publicul numeros doritor să participe la eveniment. Despre album, Alexandra declara: "Albumul "La capătul lumii" este o călătorie a sufletului meu, cu toate trăirile lui. În ultimele luni, eu și Bobby am muncit foarte mult pentru punerea în scenă a spectacolului de lansare a albumului, iar pentru noi toți cei care am fost pe scenă, fiecare zâmbet, fiecare val de emoție care a plutit în sală au însemnat cea mai frumoasă formă de încredere să mergem până "La capătul lumii" pentru visurile noastre. Am avut lacrimi în ochi la final de concert și asta este cel mai neprețuit moment pe care îl poate avea un artist pe scenă.  Am ajuns "La capătul lumii" mele. De aici începe o nouă lume. Vă mulțumesc că faceți parte din ea!“
Urmează apoi lansarea videoclipurilor ”La capătul lumii”, ”Prețul corect”, ”Mai bine în doi”, ”Suflet, rămâi pur!” și ”Rămâi gândul cel dintâi”, filmate ”la capătul lumii”, în țări îndepărtate și în împrejurări rupte din cărțile de aventuri.
În primăvara anului 2015 pornește în turneul maraton „Înconjurul Lumii” (24 orașe), în deschiderea trupei Vunk, ocazie cu care vede România altfel, și impresionată de defrițările masive ilegale din țară, se implică în campania de împădurire națională „Plantăm fapte bune în România”, ce și-a propus plantarea a 1.000.000 de puieți într-o singură zi. În sprijinul campaniei lansează videoclipul melodiei „Prețul corect”.
Turneul ”Înconjurul Lumii”, în care susține concerte zilnice, fiecare în alt oraș, se dovedește a fi o experiență deloc ușoară pentru Alexandra din cauza firii sale delicate, însă reușește să facă față cu brio unui turneu maraton, prestațiile sale din turneu generând reacții extraordinare în sălile de concerte, în presa scrisă aceasta fiind des catalogată ca ”o revelație, o voce curată și unică, de care peisajul românesc avea atâta nevoie”.
În anul următor, Sala Mare a Teatrului Național din București devine locul cel mai potrivit pentru calitatea producțiilor sale și auditoriul cucerit cu fiecare concert susținut. Împreună cu Bobby Stoica pune la punct detaliile unui concert-eveniment, cu decoruri, videoproiecții, invitați speciali și orchestră de cameră, concert ce are ecouri semnificative în industria muzicală, surprinsă de evoluția unui artist independent, care cântă o muzică necomercială. ”Simfonic pur” a fost catalogat ca ”un spectacol deplin, în care limbaje artistice multiple se articulează pentru a rotunji un gând limpede îndreptat spre public, #PUR este construit pe coordonate sufletești”.
În anii următori păstrează tradiția concertelor la TNB, iar la 25 de ani, Alexandra Ușurelu devine cel mai tânăr artist care susține două concerte proprii sold-out, în aceeași zi, în Sala Mare a Teatrului Național București.
Sutele de concerte susținute până în prezent au transformat-o într-o artistă singulară în muzica românească, nu numai datorită stilului și talentului său muzical, dar mai ales grație naturaleței sale și a versurilor influente, reverberante în sufletul ascultătorilor.
Reacțiile constante ale oamenilor prezenți la concertele sale o îndeamnă să cerceteze literatura de specialitate pentru a aprofunda efectul terapeutic al muzicii asupra indivizilor, iar în toamna anului 2017 devine masterand la Universitatea Națională de Artă Teatrală și Cinematografică din București, în cadrul programului „Art-terapie prin Teatru și Artele Spectacolului”.
La finalul celor doi ani de master, realizează lucrarea de cercetare ”Muzica, sentiment al apartenenței”, prin care demonstrează eficacitatea consilierii artistice în cazul copiilor vulnerabili, evidențiind dezvoltarea abilităților lor non-cognitive și câștigurile demersului de integrare în comunitate a acestora.
În 2020, anul pandemiei de coronavirus, când majoritatea industriei artistice este blocată și nu-și  poate desfășura activitatea, Alexandra caută soluții de a fi aproape de publicul ei și susține atât concerte online, cât și concerte live, unde publicul nu întârzie să apară și să ia parte la poveștile scrise de aceasta cu fiecare concert.
Pe 14 februarie 2021, lansează printr-un concert online cel de-al doilea album din cariera ei, ”Fata care chiar există”. Titlul albumului este un nume-etichetă primit de-a lungul timpului de Alexandra de la publicul său, aceasta povestind astfel despre noul album: ”Formularea aceasta, „Fata care chiar există”, este ca o ștampilă cu care am rămas după ultimii ani în care am concertat mult. Oamenii mi-au spus adesea că vin dintr-o lume de poveste și că pe scenă mă transform în ceva care pare ireal. Că nu le vine să creadă că „există și așa ceva” în muzica din România, că se poate să faci lucruri mari și cu această abordare curată. Pentru ei sunt artista aceea care „chiar există”, de aici și titlul celui mai recent album. În ultimii ani, lumea mea s-a desfășurat în sala de spectacol, la sutele de concerte susținute, acolo unde m-am întâlnit cu ascultătorii mei și ei m-au alintat cu acest supranume. Am înregistrat acest album pentru ei, încât muzica mea să le fie alături și acasă, și la drum, oriunde au nevoie de ea. Și am vrut să le alimentez starea aceasta de magie, să știe că în orice moment deschid cartea albumului, „fata care chiar există” este acolo pentru ei.”